# Campionati mondiali di biathlon 2003

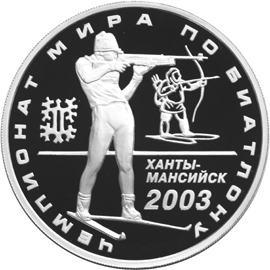
Medaglia commemorativa della manifestazione

I Campionati mondiali di biathlon 2003 si svolsero dal 15 al 23 marzo a Chanty-Mansijsk, in Russia. Rispetto alle edizioni precedenti venne modificata la formula della staffetta femminile, che passò da 4x7,5 km a 4x6 km. Nella gara a inseguimento femminile per la prima volta furono assegnate due medaglie d'oro nella stessa competizione, dopo che neppure il fotofinish aveva potuto restituire una sola atleta vincitrice.

## Risultati

### Uomini

#### Sprint 10 km
| Posizione | Atleta               | Nazione     | Tempo    | Penalità |
| --------- | -------------------- | ----------- | -------- | -------- |
| 1         | Ole Einar Bjørndalen | Norvegia    | 26:52.1  | 0-0      |
| 2         | Ricco Groß           | Germania    | + 50.7   | 0-1      |
| 3         | Zdeněk Vítek         | Rep. Ceca   | + 52.9   | 0-1      |
| 4         | Halvard Hanevold     | Norvegia    | + 1:07.0 | 2-0      |
| 5         | Vladimir Dračëv      | Bielorussia | + 1:14.1 | 0-0      |
| 6         | Frode Andresen       | Norvegia    | + 1:20.1 | 0-3      |
| 7         | René Cattarinussi    | Italia      | + 1:21.2 | 0-1      |
| 8         | Christoph Sumann     | Austria     | + 1:27.8 | 0-0      |
| 9         | Viktor Majgurov      | Russia      | + 1:29.5 | 0-0      |
| 10        | Jeremy Teela         | Stati Uniti | + 1:38.7 | 1-0      |

15 marzo

#### Inseguimento 12,5 km
| Posizione | Atleta               | Nazione     | Tempo    | Penalità |
| --------- | -------------------- | ----------- | -------- | -------- |
| 1         | Ricco Groß           | Germania    | 37:37.46 | 0-0-1-1  |
| 2         | Halvard Hanevold     | Norvegia    | + 12.0   | 0-0-1-0  |
| 3         | Paavo Puurunen       | Finlandia   | + 56.3   | 1-0-0-0  |
| 4         | Sergej Rožkov        | Russia      | + 1:09.0 | 1-0-0-0  |
| 5         | Frank Luck           | Germania    | + 1:12.9 | 0-0-0-0  |
| 6         | Vladimir Dračëv      | Bielorussia | + 1:21.5 | 0-1-2-3  |
| 7         | Tomasz Sikora        | Polonia     | +1:26.1  | 1-2-1-1  |
| 8         | Ole Einar Bjørndalen | Norvegia    | + 1:31.2 | 1-2-2-1  |
| 9         | Marko Dolenc         | Slovenia    | + 1:37.5 | 1-1-0-0  |
| 10        | Christoph Sumann     | Austria     | +1:41.7  | 0-0-0-2  |

16 marzo

#### Partenza in linea 15 km
| Posizione | Atleta               | Nazione   | Tempo    | Penalità |
| --------- | -------------------- | --------- | -------- | -------- |
| 1         | Ole Einar Bjørndalen | Norvegia  | 40:49.71 | 0-0-0-0  |
| 2         | Sven Fischer         | Germania  | + 49.1   | 1-0-1-1  |
| 3         | Raphaël Poirée       | Francia   | + 1:04.3 | 1-0-1-2  |
| 4         | Ilmārs Bricis        | Lettonia  | + 1:10.1 | 0-1-1-2  |
| 5         | Roman Dostál         | Rep. Ceca | + 1:26.6 | 1-0-3-0  |
| 6         | Paavo Puurunen       | Finlandia | + 1:35.3 | 1-0-0-2  |
| 7         | Zdeněk Vítek         | Rep. Ceca | + 1:44.7 | 0-1-2-1  |
| 8         | Halvard Hanevold     | Norvegia  | + 1:47.5 | 1-1-2-1  |
| 9         | Stian Eckhoff        | Norvegia  | + 1:48.0 | 1-1-3-0  |
| 10        | Sergej Čepikov       | Russia    | + 1:53.9 | 0-1-1-1  |

23 marzo

#### Individuale 20 km
| Posizione | Atleta           | Nazione   | Tempo    | Penalità |
| --------- | ---------------- | --------- | -------- | -------- |
| 1         | Halvard Hanevold | Norvegia  | 53:39.4  | 0-0-0-1  |
| 2         | Vesa Hietalahti  | Finlandia | + 1:24.7 | 0-0-2-0  |
| 3         | Ricco Groß       | Germania  | + 1:25.9 | 1-0-2-0  |
| 4         | Vincent Defrasne | Francia   | + 1:33.2 | 0-0-1-1  |
| 5         | Tomaž Globočnik  | Slovenia  | + 1:39.9 | 1-0-0-0  |
| 6         | Egil Gjelland    | Norvegia  | + 1:44.8 | 0-1-0-1  |
| 7         | Raphaël Poirée   | Francia   | + 1:59.3 | 1-1-0-1  |
| 8         | Peter Sendel     | Germania  | + 2:10.1 | 1-2-0-0  |
| 9         | Tomasz Sikora    | Polonia   | + 2:20.5 | 3-1-0-0  |
| 10        | Christoph Sumann | Austria   | + 2:33.3 | 0-1-2-0  |

19 marzo

#### Staffetta 4x7,5 km
| Posizione | Nazione     | Atleti                                                               | Tempo      | Penalità        |
| --------- | ----------- | -------------------------------------------------------------------- | ---------- | --------------- |
| 1         | Germania    | Peter Sendel Sven Fischer Ricco Groß Frank Luck                      | 1:18:38.05 | 0+0 0+4 0+1 0+3 |
| 2         | Russia      | Viktor Majgurov Pavel Rostovcev Sergej Rožkov Sergej Čepikov         | + 7.3      | 0+2 0+1 0+2 0+3 |
| 3         | Bielorussia | Aljaksej Ajdaraŭ Vladimir Dračëv Rustam Valiulin Aleh Ryžankoŭ       | + 21.2     | 0+4 0+2 0+3     |
| 4         | Norvegia    | Ole Einar Bjørndalen Frode Andresen Egil Gjelland Halvard Hanevold   | + 21.8     | 0+2 4+6 0+1 0+2 |
| 5         | Slovenia    | Janez Ožbolt Tomaž Globočnik Janez Marič Marko Dolenc                | + 37.0     | 0+2 0+3 0+5 0+0 |
| 6         | Rep. Ceca   | Petr Garabík Roman Dostál Michal Šlesingr Zdeněk Vítek               | + 37.7     | 0+2 0+4         |
| 7         | Svezia      | Carl Johan Bergman Björn Ferry Mattias Nilsson Jakob Börjesson       | + 41.5     | 0+8             |
| 8         | Austria     | Daniel Mesotitsch Wolfgang Perner Christoph Sumann Wolfgang Rottmann | + 1:16.0   | 1+3 0+2 0+1 0+5 |

21 marzo

### Donne

#### Sprint 7,5 km
| Posizione | Atleta              | Nazione     | Tempo   | Penalità |
| --------- | ------------------- | ----------- | ------- | -------- |
| 1         | Sylvie Becaert      | Francia     | 23:46.3 | 0-1      |
| 2         | Olena Petrova       | Ucraina     | + 26.9  | 0-0      |
| 3         | Kateřina Holubcová  | Rep. Ceca   | + 32.7  | 0-0      |
| 4         | Svetlana Išmuratova | Russia      | + 33.1  | 0-1      |
| 5         | Alena Zubrylava     | Bielorussia | + 36.5  | 1-1      |
| 6         | Martina Halinárová  | Slovacchia  | + 38.0  | 0-0      |
| 7         | Sandrine Bailly     | Francia     | + 40.0  | 0-2      |
| 8         | Sanna-Leena Perunka | Finlandia   | + 45.3  | 1-0      |
| 9         | Soňa Mihoková       | Slovacchia  | + 46.7  | 0-0      |
| 10        | Martina Beck        | Germania    | + 57.8  | 1-1      |

15 marzo

#### Inseguimento 10 km
| Posizione | Atleta                | Nazione     | Tempo    | Penalità |
| --------- | --------------------- | ----------- | -------- | -------- |
| 1         | Sandrine Bailly       | Francia     | 35:15.64 | 1-0-0-1  |
|           | Martina Beck          | Germania    | 35:15.64 | 0-0-1-1  |
| 3         | Svetlana Išmuratova   | Russia      | + 52.3   | 2-1-1-0  |
| 4         | Alena Zubrylava       | Bielorussia | + 58.2   | 1-2-1-0  |
| 5         | Sylvie Becaert        | Francia     | + 1:05.1 | 1-1-3-0  |
| 6         | Olena Petrova         | Ucraina     | + 1:10.5 | 0-1-2-1  |
| 7         | Al'bina Achatova      | Russia      | + 1:17.6 | 1-0-0-0  |
| 8         | Kateřina Holubcová    | Rep. Ceca   | + 1:36.5 | 1-0-1-1  |
| 9         | Ekaterina Vinogradova | Bielorussia | + 2:01.8 | 3-0-0-2  |
| 10        | Oksana Chvostenko     | Ucraina     | + 2:10.6 | 1-0-0-1  |

16 marzo

#### Partenza in linea 12,5 km
| Posizione | Atleta              | Nazione     | Tempo    | Penalità |
| --------- | ------------------- | ----------- | -------- | -------- |
| 1         | Al'bina Achatova    | Russia      | 37:15.88 | 0-0-0-0  |
| 2         | Svetlana Išmuratova | Russia      | + 2.7    | 0-0-0-0  |
| 3         | Sandrine Bailly     | Francia     | + 10.9   | 0-1-0-0  |
| 4         | Alena Zubrylava     | Bielorussia | + 20.4   | 0-0-0-1  |
| 5         | Kateřina Holubcová  | Rep. Ceca   | + 35.5   | 0-1-0-0  |
| 6         | Katja Beer          | Germania    | + 41.0   | 0-1-1-0  |
| 7         | Martina Halinárová  | Slovacchia  | + 41.7   | 0-0-0-0  |
| 8         | Sylvie Becaert      | Francia     | + 46.4   | 0-1-1-1  |
| 9         | Simone Hauswald     | Germania    | + 47.7   | 0-0-2-0  |
| 10        | Sanna-Leena Perunka | Finlandia   | + 54.9   | 1-0-0-1  |

22 marzo

#### Individuale 15 km
| Posizione | Atleta                  | Nazione     | Tempo    | Penalità |
| --------- | ----------------------- | ----------- | -------- | -------- |
| 1         | Kateřina Holubcová      | Rep. Ceca   | 48:28.4  | 0-0-0-0  |
| 2         | Alena Zubrylava         | Bielorussia | + 8.0    | 0-1-0-0  |
| 3         | Gunn Margit Andreassen  | Norvegia    | + 37.5   | 0-0-0-0  |
| 4         | Simone Hauswald         | Germania    | + 58.1   | 1-1-0-0  |
| 5         | Al'bina Achatova        | Russia      | + 1:01.5 | 1-0-1-0  |
| 6         | Martina Beck            | Germania    | + 1:03.5 | 1-0-0-1  |
| 7         | Eija Salonen            | Finlandia   | + 1:18.3 | 1-0-0-0  |
| 8         | Ekaterina Dafovska      | Bulgaria    | + 1:34.6 | 0-0-2-0  |
| 9         | Florence Baverel-Robert | Francia     | + 1:35.5 | 0-0-1-0  |
| 10        | Corinne Niogret         | Francia     | + 1:42.5 | 0-0-1-1  |

18 marzo

#### Staffetta 4x6 km
| Posizione | Nazione     | Atlete                                                                                  | Tempo      | Penalità        |
| --------- | ----------- | --------------------------------------------------------------------------------------- | ---------- | --------------- |
| 1         | Russia      | Al'bina Achatova Svetlana Išmuratova Galina Kukleva Svetlana Černousova                 | 1:24:34.46 | 0+0 0+2 1+5 0+4 |
| 2         | Ucraina     | Oksana Chvostenko Iryna Merkušina Oksana Jakovljeva Olena Petrova                       | + 1:23.8   | 0+0 0+5 0+6 0+3 |
| 3         | Germania    | Simone Hauswald Uschi Disl Kati Wilhelm Martina Beck                                    | + 2:05.3   | 2+3 3+6 3+5 0+2 |
| 4         | Bielorussia | Ekaterina Vinogradova Vol'ha Nazarava Ljudmila Anan'ka Alena Zubrylava                  | + 2:06.3   | 0+1 3+6 1+6 1+4 |
| 5         | Francia     | Florence Baverel-Robert Sandrine Bailly Corinne Niogret Sylvie Becaert                  | + 2:49.7   | 0+3 2+6 0+4 0+3 |
| 6         | Finlandia   | Eija Salonen Outi Kettunen Pirjo Urpilainen Sanna-Leena Perunka                         | + 3:09.2   | 0+2 3+6 0+4     |
| 7         | Bulgaria    | Pavlina Filipova Irina Nikulčina Nina Klenovska Ekaterina Dafovska                      | + 3:21.0   | 4+19            |
| 8         | Norvegia    | Ann Elen Skjelbreid Gro Marit Istad Kristiansen Ann Helen Grande Gunn Margit Andreassen | + 6:01.9   | 5+13            |

20 marzo

## Medagliere per nazioni
| Posizione | Nazione     | Oro | Argento | Bronzo | Totale |
| --------- | ----------- | --- | ------- | ------ | ------ |
| 1         | Germania    | 3   | 2       | 2      | 7      |
| 2         | Norvegia    | 3   | 1       | 1      | 5      |
| 3         | Russia      | 2   | 2       | 1      | 5      |
| 4         | Francia     | 2   | 0       | 2      | 4      |
| 5         | Rep. Ceca   | 1   | 0       | 2      | 3      |
| 6         | Ucraina     | 0   | 2       | 0      | 2      |
| 7         | Finlandia   | 0   | 1       | 1      | 2      |
|           | Bielorussia | 0   | 1       | 1      | 2      |